# ميريني (كونستانتا)
ميريني هي قرية تقع في إقليم كونستانتا في رومانيا.

## السكان
حسب إحصائيات 2002 بلغ عدد سكان القرية 1246 نسمة.